# 傑爾巴奇卡河
傑爾巴奇卡河（烏克蘭語：Дербачка），是烏克蘭的河流，位於該國西部外喀爾巴阡州，屬於蒂薩河的右支流，流經佳切夫區，河道全長13公里，流域面積23.6平方公里。